# Droga I/13 (Słowacja)
Droga krajowa 13 (słow. Cesta I/13) – droga krajowa I kategorii w południowej Słowacji. Jedno-jezdniowa arteria łączy Veľký Meder z dawnym przejściem granicznym z Węgrami. W przeszłości była drogą II kategorii i posiadała numer 586. Jest to fragment trasy europejskiej E575.